# Smyków (gromada)
Smyków – dawna gromada, czyli najmniejsza jednostka podziału terytorialnego Polskiej Rzeczypospolitej Ludowej w latach 1954–1972.
Gromady, z gromadzkimi radami narodowymi (GRN) jako organami władzy najniższego stopnia na wsi, funkcjonowały od reformy reorganizującej administrację wiejską przeprowadzonej jesienią 1954 do momentu ich zniesienia z dniem 1 stycznia 1973, tym samym wypierając organizację gminną w latach 1954–1972.
Gromadę Smyków z siedzibą GRN w Smykowie utworzono – jako jedną z 8759 gromad na obszarze Polski – w powiecie koneckim w woj. kieleckim, na mocy uchwały nr 13d/54 WRN w Kielcach z dnia 29 września 1954. W skład jednostki weszły obszary dotychczasowych gromad Adamów, Królewiec, Salata, Smyków i Stanowiska ze zniesionej gminy Miedzierza w tymże powiecie. Dla gromady ustalono 19 członków gromadzkiej rady narodowej.
31 grudnia 1959 do gromady Smyków przyłączono wsie Huta i Kozów ze zniesionej gromady Górniki w tymże powiecie.
31 grudnia 1961 do gromady Smyków przyłączono obszar zniesionej gromady Kłucko w tymże powiecie.
1 stycznia 1969 do gromady Smyków przyłączono obszar zniesionej gromady Zaborowice oraz wsie Matyniów, Miedzierza i Wólka Smolana ze zniesionej gromady Miedzierza.
Gromada przetrwała do końca 1972 roku, czyli do kolejnej reformy gminnej. 1 stycznia 1973 utworzono gminę Smyków.